# Red Card Soccer
RedCard 20-03, mais conhecido por Red Card Soccer, é um Jogo eletrônico de futebol lançado em 2002 pela desenvolvedora de jogo Midway Games/Point of View para os consoles Xbox, Nintendo GameCube e PlayStation 2. Ele difere-se dos outros jogos do gênero por estimular um futebol "mais bruto", daí seu nome. Ou seja, com a bola rolando, a pancadaria rolava solta dentro das 4 linhas.
Em 2012, este jogo foi eleito um dos 15 jogos de esportes mais violentos de todos os tempos.